# Sven Tito Achen
Sven Tito Achen (* 29 de julio de 1922 Buenos Aires, Argentina-14 de noviembre de 1986) fue un escritor y autor de heráldica, danés, cofundador de la "Danish Society of Heraldry" y el primer editor de "Heraldisk Tidsskrift" (Revista de Heráldica) en Dinamarca.